# MAN Lion’s Coach
Der MAN Lion's Coach ist ein Reisebus, der von MAN Truck & Bus hergestellt wird. Der 1996 eingeführte Reisebus war ursprünglich als kostengünstige Alternative zum MAN Lion's Star gedacht.

## Erste Generation 1996–2002
Im Jahr 1996 wurde neben der berühmten „Lion's Star“-Serie ein preiswerteres Reisebusmodell namens „Lion's Coach“ eingeführt, das in der Türkei hergestellt wird. Zum ersten Mal gibt es auch eine 3-Achsen Version, den MAN Lion's Top Coach. Der optische Unterschied zum Lion's Star ist die neu gestaltete Front, insbesondere die Rillen in Form eines Dreiecks unter den Scheibenwischern.
Die 12 Meter FRH-Version bietet Platz für 49 Fahrgäste. Als Motoren standen der D2866 LOH 23 6-Zylinder-Dieselmotor mit 294 kW (400 PS) und der D2866 LOH 20 6-Zylinder-Dieselmotor mit 309 kW (420 PS) zur Verfügung.

## Zweite Generation 2002–2017
Die zweite Generation wurde 2002 eingeführt und bis 2017 produziert. Sie wurde als R07, R09 – RHC 414, 464, 444 bezeichnet. Dieses Modell lief auch parallel zu einer neuen Generation des luxuriöseren Spitzenmodells, dem MAN Lion's Star. Der MAN Lion's Coach wurde 2003 mit dem Red Dot Award und ein Jahr später mit dem iF Product Design Award ausgezeichnet, der jährlich vom Industrieforum Design Hannover vergeben wird.
Den MAN Lion's Coach gab es in drei Längen (12 m mit 2 Achsen, 13,26 m und 13,8 m mit 3 Achsen). Die zweite Generation des MAN Lion's Coach hat die gleiche Grundlage wie der Neoplan Tourliner, der einzige Unterschied ist der Hauptaufbau und das Design.
MAN Truck & Bus hat den Lion's Coach während seiner gesamten Lebensdauer weiterentwickelt. Das Modell der zweiten Generation erfuhr in seinem Produktionszeitraum mehrere Upgrades und verschiedene Facelifts, und seine Motoren wurden immer sauberer, indem sie die Euro-Emissionsklasse Euro 3 bis Euro 6c erreichten. Das ursprüngliche Modell (produziert von 2003 bis 2008) hatte eine schlichte Frontpartie mit MAN-Logo und kleinem Kühlergrill in der Mitte, und die Emissionsklasse stieg von Euro III auf Euro IV. Das erste Facelift-Modell (produziert von 2008 bis 2015) zeichnete sich durch ein neues Bugdesign mit dezenter und traditioneller Kühlergrillverrippung aus. Auch eine Randeinfassung unterhalb der Windschutzscheibe mit dem MAN-Logo in der Mitte war zu sehen. Die Emissionsklasse wurde von Euro IV auf Euro VI angehoben. Das letzte Facelift-Modell (produziert von 2015 bis 2017) hatte eine neue Frontpartie mit einer schwarzen Blende mit dem MAN-Logo in der Mitte und die Emissionsklasse Euro VI.

## Dritte Generation seit 2017
Die dritte Generation des MAN Lion's Coach wurde am 24. Oktober 2017 auf der Busworld 2017 in Kortrijk der Öffentlichkeit vorgestellt. Er wurde im Vergleich zu seinem Vorgänger komplett neu gestaltet und zeichnet sich durch ein markantes Design aus. Der Lion's Coach ist nun in vier Längen erhältlich: 12.101 mm, sowie 13.091 mm als 2-Achser und 13.361 mm und 13.901 mm als 3-Achser. Die 13-Meter Version verfügt über sechs zusätzliche Sitzplätze gegenüber der 12-Meter Version. Für Fahrgäste mit Beeinträchtigung kann der Kunde optional einen Rollstuhllift wählen. Der MAN Lion's Coach der dritten Generation hat seit seiner Einführung mehrere Preise gewonnen, darunter den „Grand Coach Award“ auf der Busworld 2017, den „Busplaner Innovationspreis 2018“ in der Kategorie „Fahrzeuge und Flotte“, den „iF Design Award 2018“ und die Auszeichnung „Coach of the Year 2020“ auf der Busworld 2019 in Brüssel.
Im Zuge der Busworld Europe 2023 wurden die Neuerungen zum Modelljahr 2024 vorgestellt.
So basieren die Fahrzeuge auf einer komplett neu entwickelten Elektronikplattform, welche die Einführung eines neuen digitalen Fahrerarbeitsplatzes mit sich bringt.
Die neuen Cockpits sind mit dem innovativen SmartSelect-Bediensystem ausgestattet und entsprechen den höchsten ergonomischen Ansprüchen.
Weiterhin werden neue Assistenz- und Sicherheitssysteme angeboten. Dazu zählen die radargestützte Abbiegehilfe und Spurwechselhilfe sowie der Spurhalte- und Spurrückführassistent.
Angetrieben wird der Lion’s Coach vom neuen MAN D26-Motor, der die Euro 6e-Norm erfüllt. Der Motor soll zehn PS und rund 50 Newtonmeter mehr Drehmoment leisten und bis zu 2,5 Prozent weniger Kraftstoff verbrauchen.

## Lion's Coach E
Der neuentwickelte Coach E ist der erste vollelektrische Reisebus eines europäischen Busherstellers. Seine erste Vorstellung auf einer Messe  soll auf der Busworld Europe in Brüssel im Oktober 2025 stattfinden.
Die Antriebsbatterien mit einer Kapazität von 356 bis 534 kWh sollen dem 14 langen Bus eine Reichweite von bis zu 650 km geben.

## Galerie

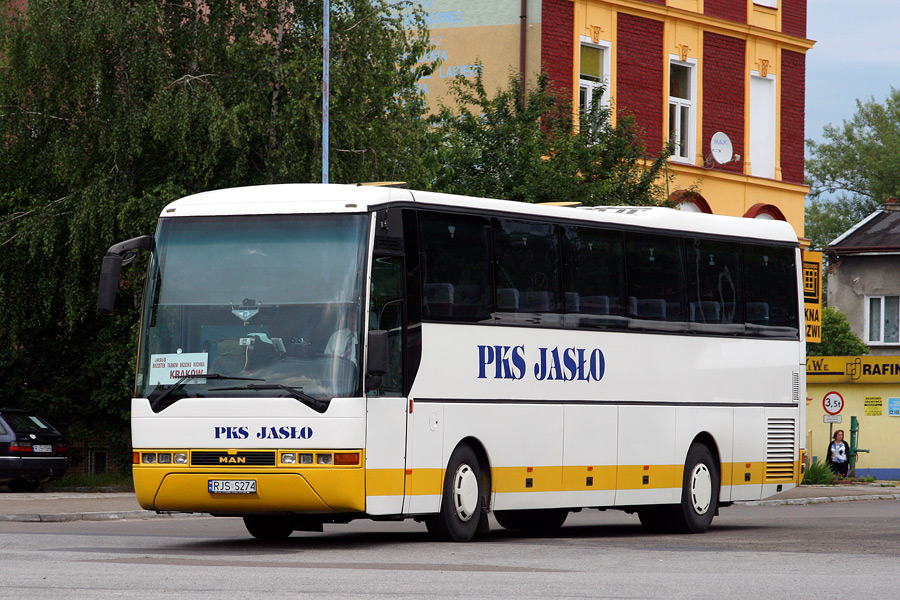
MAN Lion's Coach erste Generation
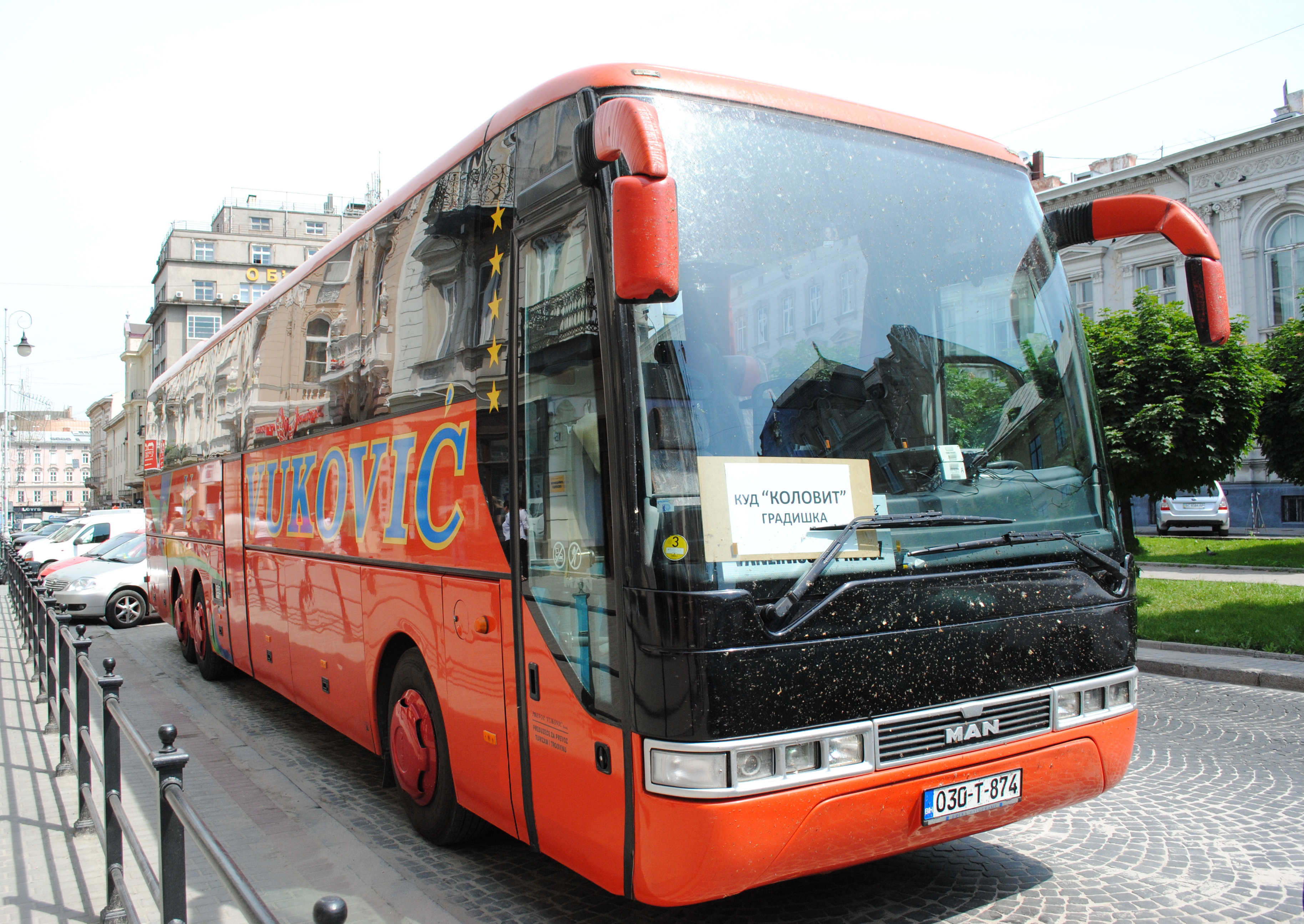
MAN Lion's Coach erste Generation
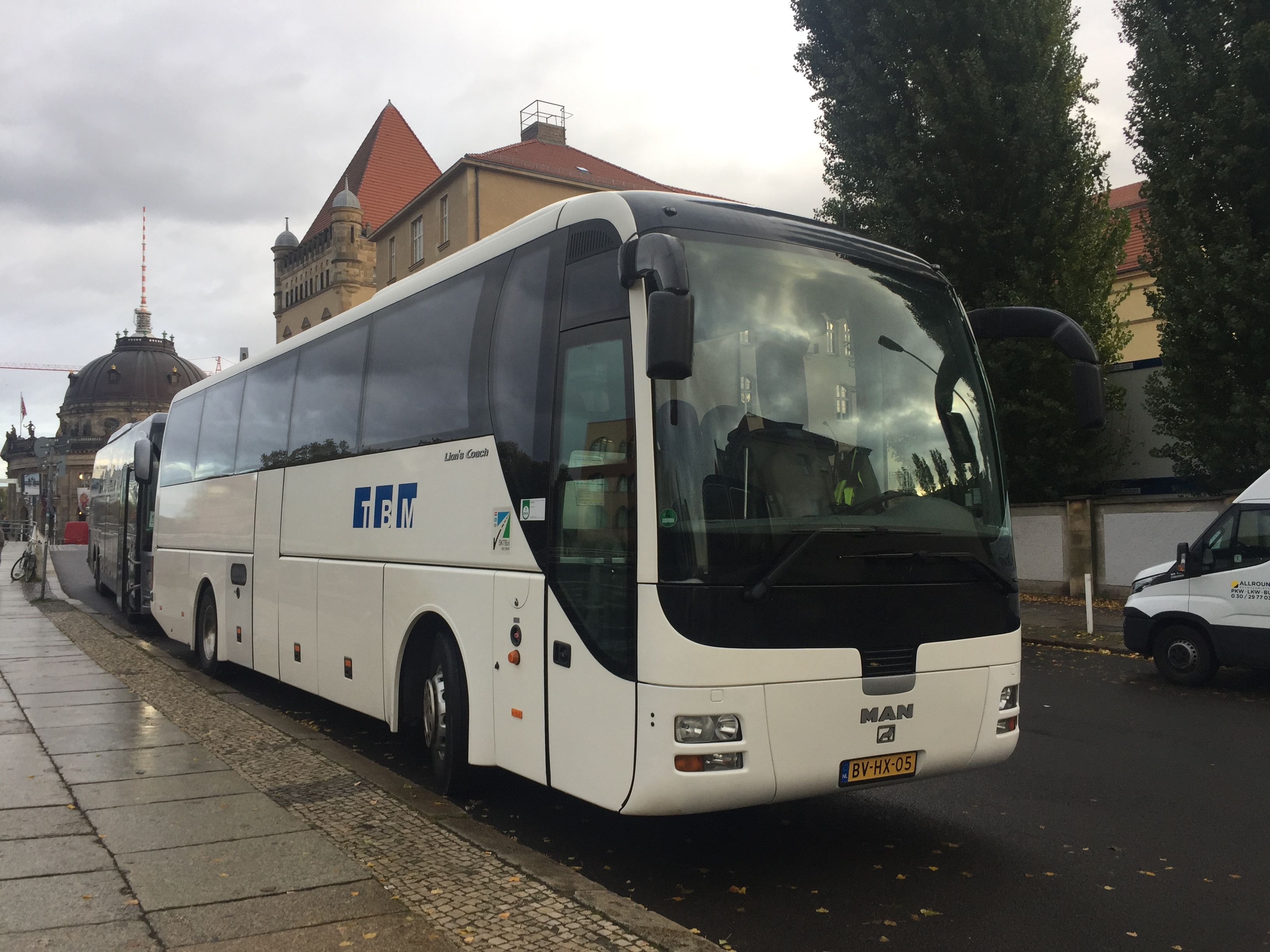
MAN Lion's Coach zweite Generation
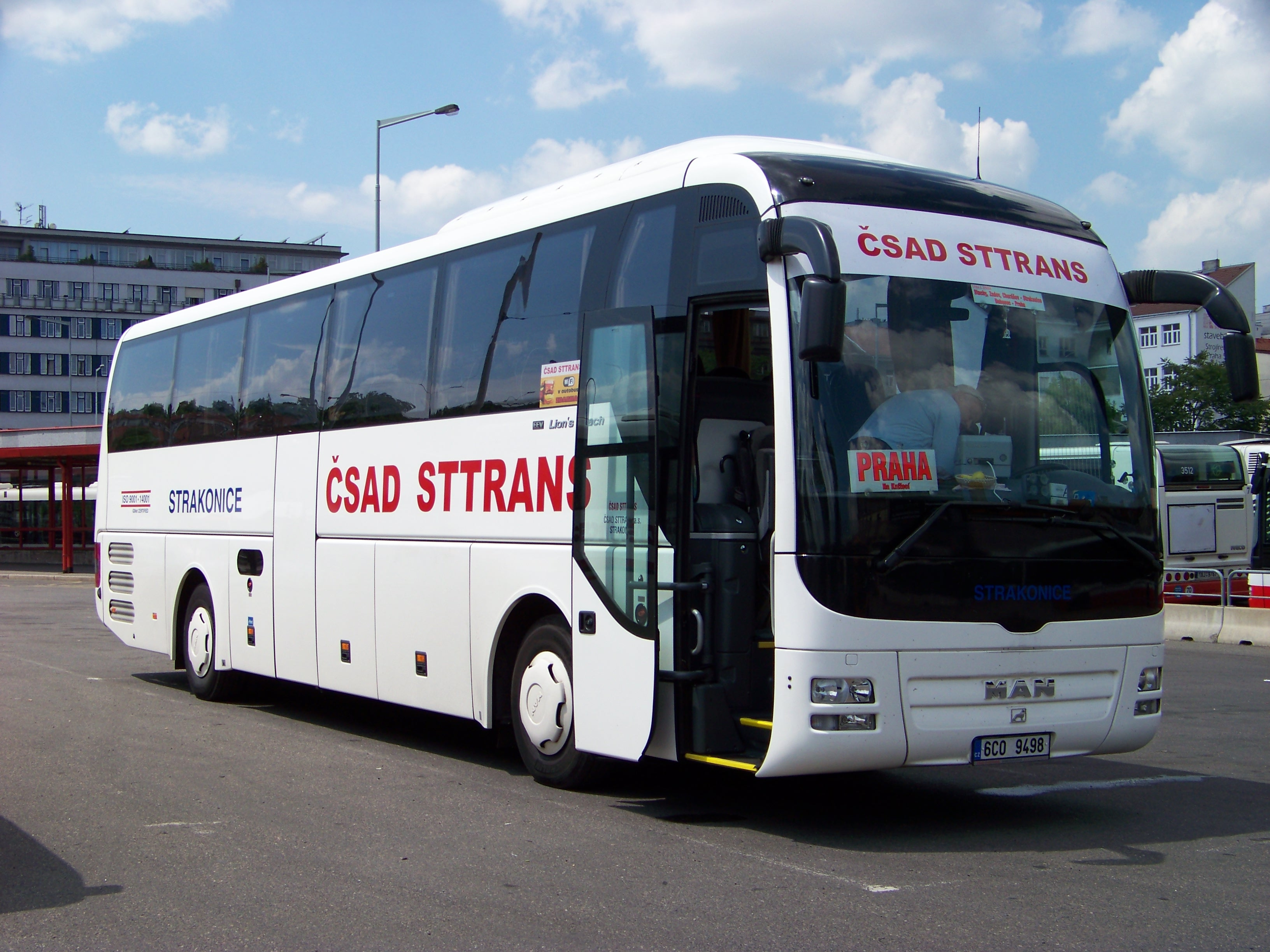
MAN Lion's Coach zweite Generation (Facelift)
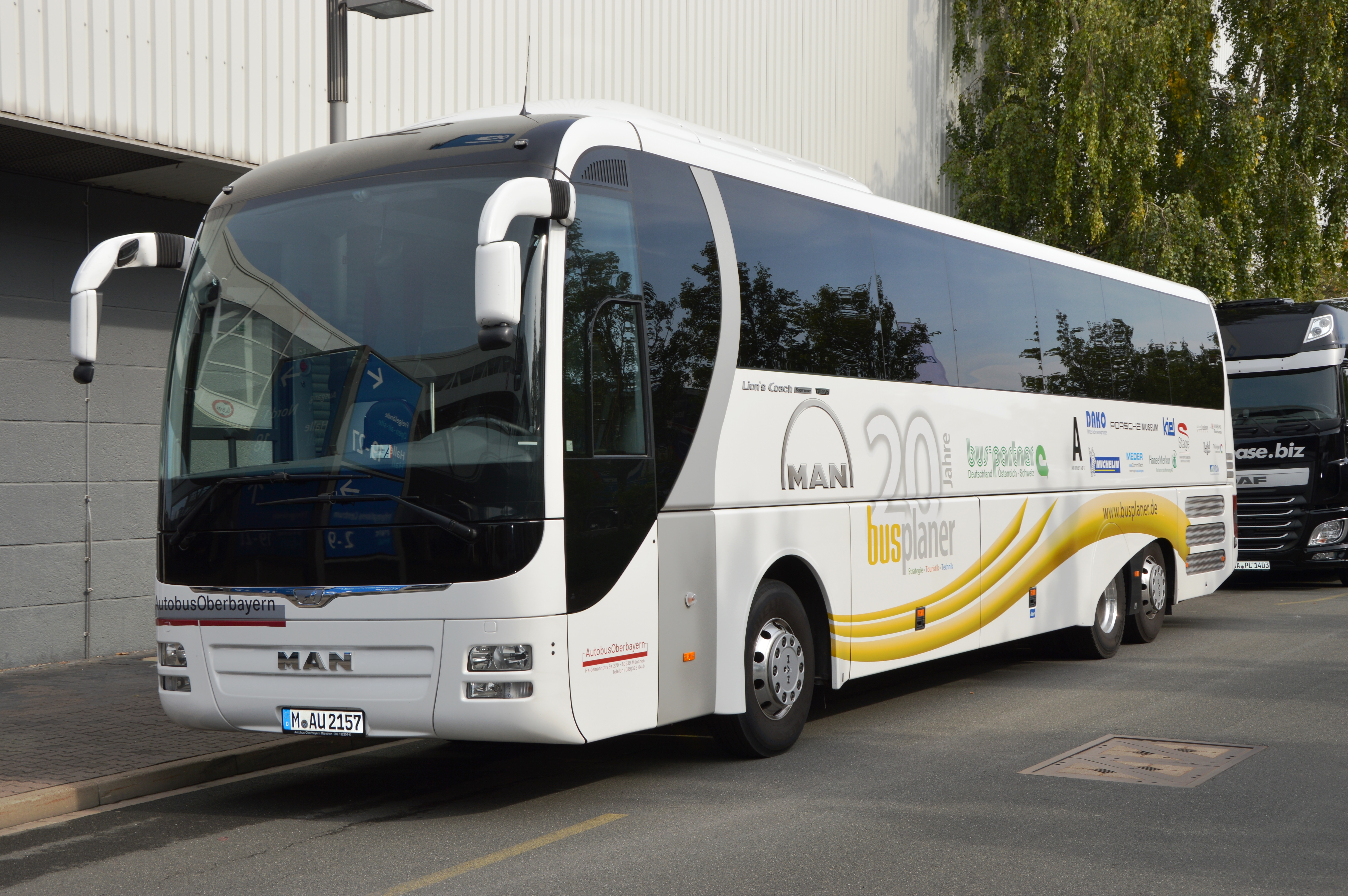
MAN Lion's Coach L zweite Generation (Facelift)
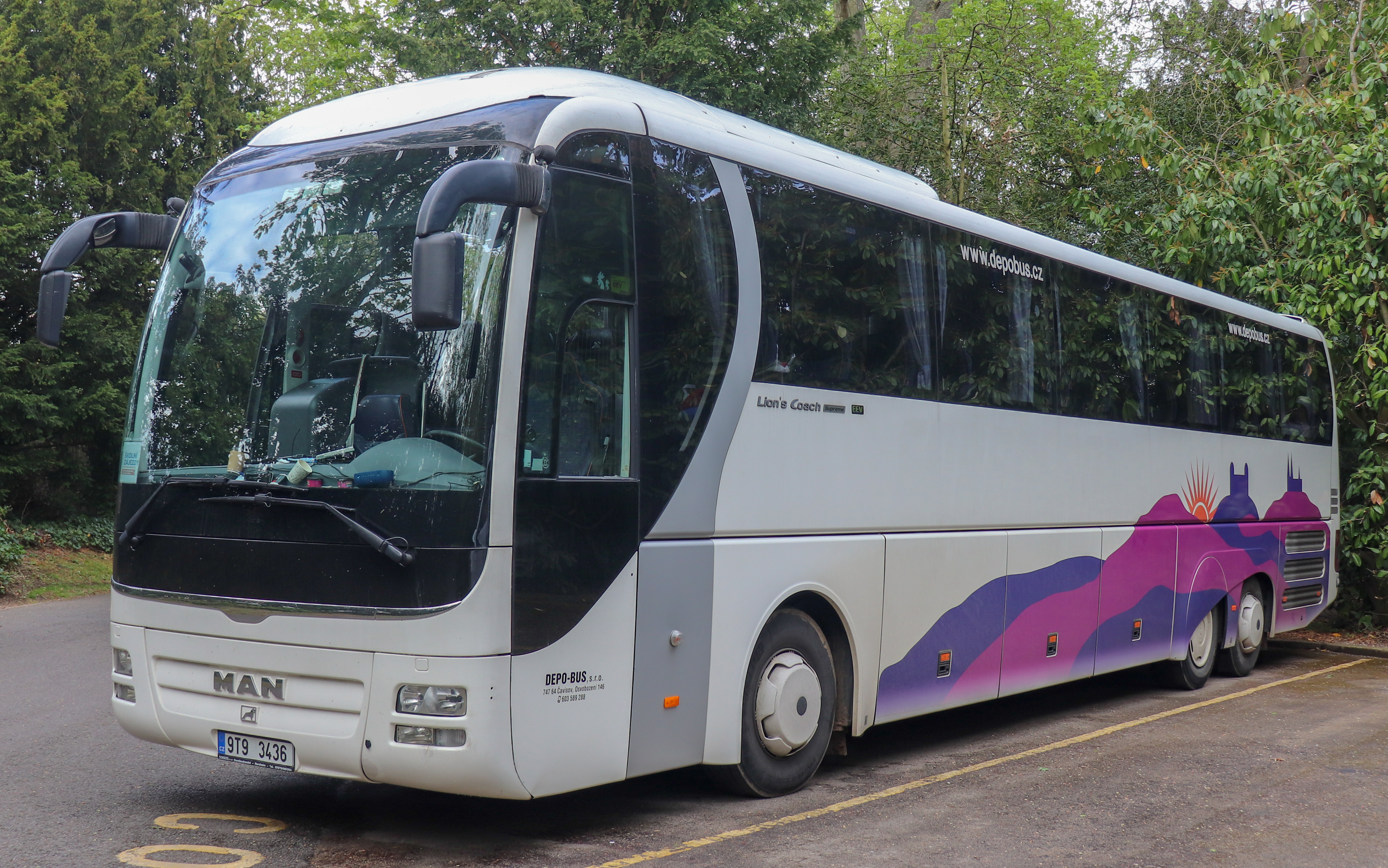
MAN Lion's Coach L zweite Generation (Facelift)
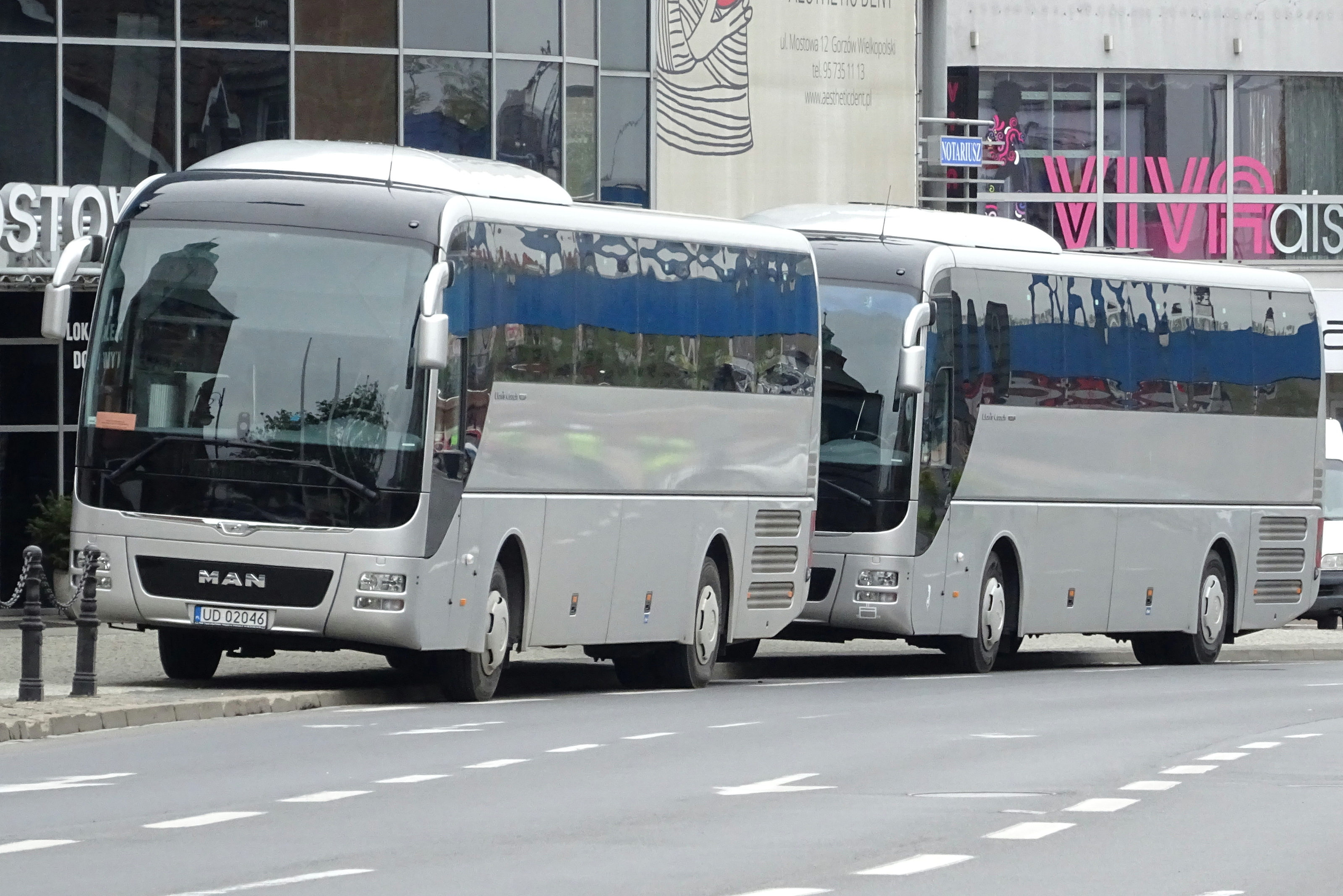
MAN Lion's Coach zweite Generation (zweites Facelift)
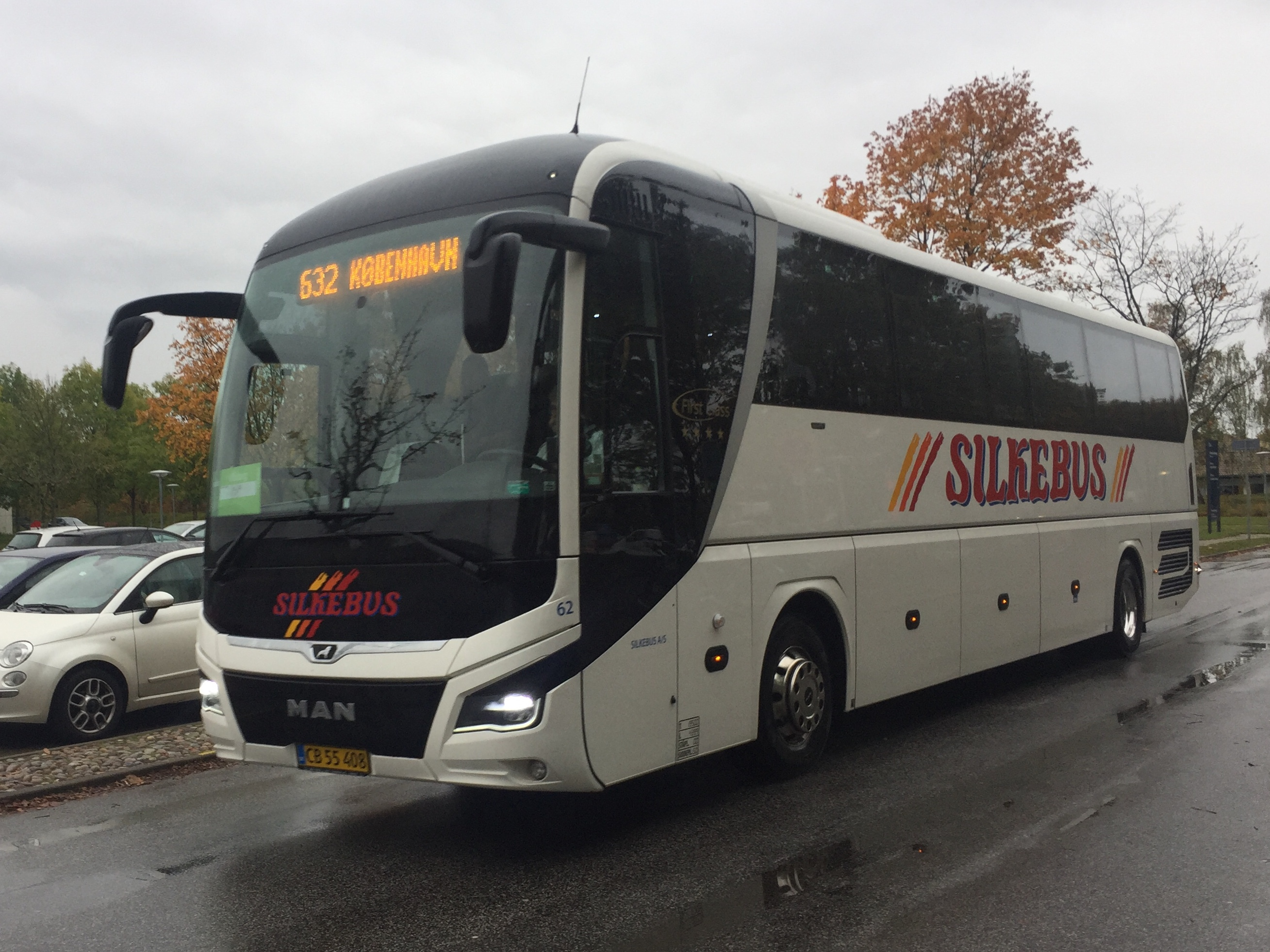
MAN Lion's Coach dritte Generation
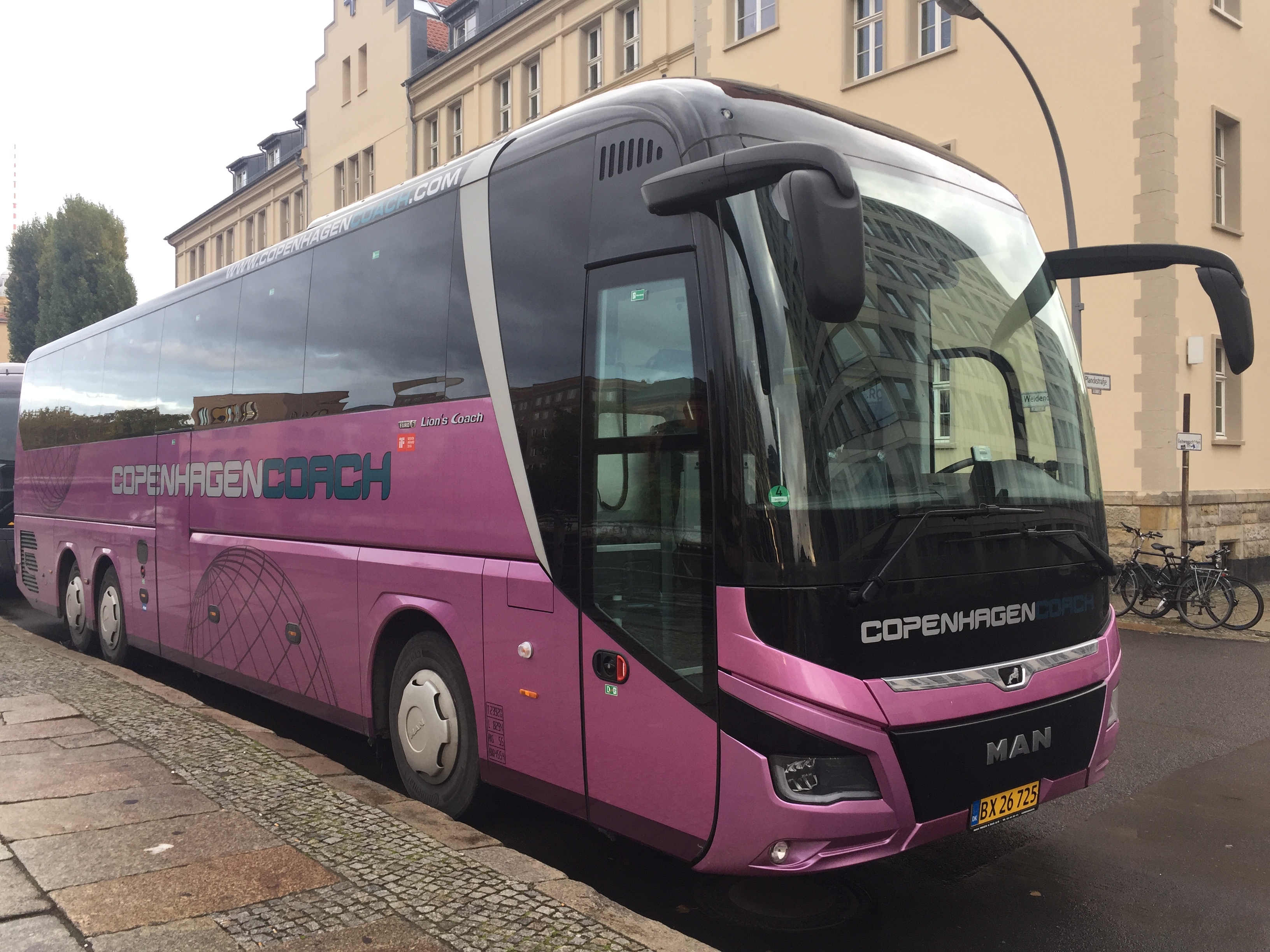
MAN Lion's Coach C dritte Generation